# Frespech
Frespech – miejscowość i gmina we Francji, w regionie Nowa Akwitania, w departamencie Lot i Garonna.
Według danych na rok 1990 gminę zamieszkiwało 267 osób, a gęstość zaludnienia wynosiła 23 osób/km² (wśród 2290 gmin Akwitanii Frespech plasuje się na 912. miejscu pod względem liczby ludności, natomiast pod względem powierzchni na miejscu 958.).